# Hexammincobalt(II)-chlorid
Hexammincobalt(II)-chlorid ist ein High-Spin-Cobaltkomplex.

## Darstellung
Hexammincobalt(II)-chlorid kann durch Reaktion von Cobalt(II)-chlorid-Hexahydrat mit Ammoniak gewonnen werden.
{\displaystyle {\ce {CoCl2*6H2O + 6NH3 -> [Co(NH3)6]Cl2 + 6H2O}}}
Eine Darstellung durch Überleiten von Ammoniakgas über Cobalt(II)-chlorid-Anhydrat ist ebenfalls möglich.

## Eigenschaften
Hexammincobalt(II)-chlorid bildet rosenrote, kubische Kristalle, welche im Fluorittyp mit a = 1010,0 pm kristallisieren. Im Kristallgitter beträgt der Co-Cl-Abstand 439 pm und der Co-N-Abstand 212 pm. Die spezifische Suszeptibilität ist temperaturabhängig. Es ergeben sich nach der Korrektur bezüglich des diamagnetischen Anteils um {\displaystyle \chi =0,54\cdot 10^{-6}} folgende Werte:
| T / K                      | 292,9 | 231,0 | 200,7 | 169,0 | 148,3 | 131,4 |
| {\displaystyle \chi }*·106 | 47,23 | 59,11 | 66,90 | 77,00 | 85,11 | 82,1  |

Bei Erwärmung auf über 65–67 °C im Hochvakuum über konzentrierter Schwefelsäure zerfällt es zu blauem trans-[CoCl2(NH3)2].
{\displaystyle {\ce {[Co(NH3)6]Cl2 -> [Co(NH3)2Cl2] + 4 NH3}}}
In trockenem Zustand ist es gegenüber Sauerstoff recht beständig, in feuchtem Zustand oxidiert es langsam. In wässriger Lösung ist es nur bei Ammoniakkonzentrationen von über 5 mol/L stabil. Bei geringeren Konzentrationen zerfällt es zu Cobalt(II)-hydroxid.
{\displaystyle {\ce {[Co(NH3)6]Cl2 + 2H2O -> Co(OH)2 + 4 NH3 + 2NH4Cl}}}

## Verwendung
Hexammincobalt(II)-chlorid kann zur Synthese von Cobaltocen verwendet werden.
{\displaystyle {\ce {[Co(NH3)6]Cl2 + 2NaC5H5 -> (C5H5)2Co + 2NaCl +6NH3}}}